# Dolina Kasprowa

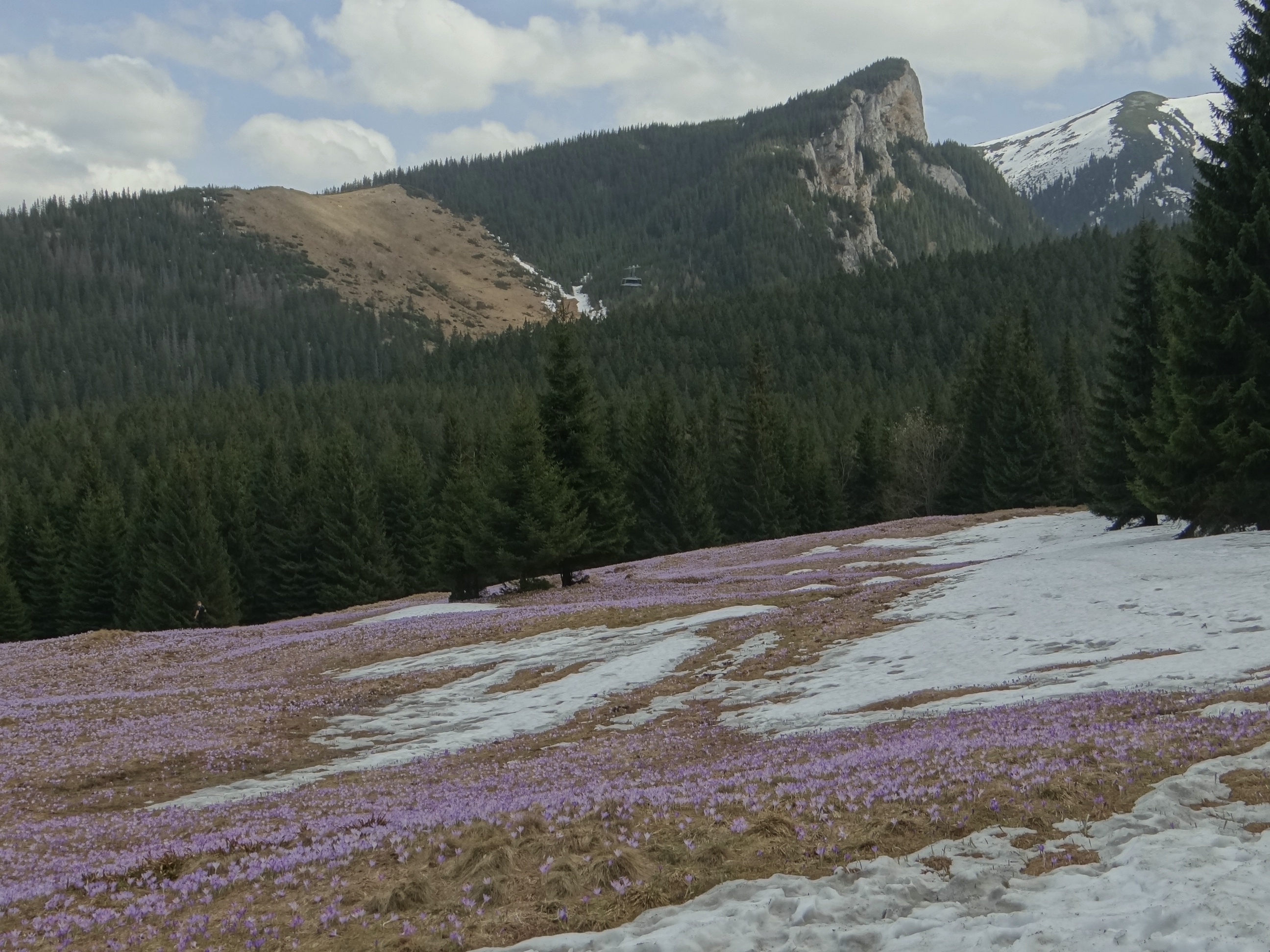
Zawrat Kasprowy vom Tal im Frühjahr

Die eiszeitlich durch Gletscher geformte Dolina Kasprowa ist ein Tal in der polnischen Westtatra in der Woiwodschaft Kleinpolen. Es befindet sich auf dem Gemeindegebiet von Zakopane im Powiat Tatrzański.

## Geographie
Das Tal ist ein südöstliches Seitental des Haupttals Dolina Bystrej und ist von bis zu 1987 Meter hohen Bergen umgeben, u. a. dem Kasprowy Wierch. Die Felswände im Tal sind aus Kalkstein mit zahlreichen Höhlen, von denen die über drei Kilometer lange Jaskinia Kasprowa Niżnia die bekannteste ist.
Das Tal fällt von Süden nach Norden von ungefähr 1987 Höhenmetern auf 1110 Höhenmeter herab. Es wird vom Gebirgsfluss Kasprowy Potok durchflossen, der durch den Zusammenfluss der Gebirgsbäche Stare Szałasiska und Zielone Koryciska auf einer Höhe von 1382 Metern entsteht. Die Gewässer des Tals fließen zu einem großen Teil unterirdisch. Im Tal befinden sich die Karstquelle Kasprowe Wywierzysko sowie der Gebirgssee Kasprowy Stawek auf einer Höhe von 1290 Metern.
Das Tal hat zwei Seitentäler:
- Dolina Stare Szałasiska
- Dolina Sucha Kasprowa

## Etymologie
Der Name lässt sich übersetzen als „Tal des Kasper“. Der Name rührt von der Alm Hala Kasprowa.

## Flora und Fauna
Das Tal liegt oberhalb und unterhalb der Baumgrenze und wird im oberen Bereich von Bergkiefern und im unteren Bereich von Nadelwald bewachsen. Das Tal ist Rückzugsgebiet für zahlreiche Säugetiere und Vogelarten.

## Klima
Im Tal herrscht Hochgebirgsklima.

## Almwirtschaft
Vor der Errichtung des Tatra-Nationalparks im Jahr 1954 wurde das Tal für die Almwirtschaft genutzt. Danach wurden die Eigentümer der Almen enteignet bzw. zum Verkauf gezwungen. Die größte Alm im Tal war die Hala Kasprowa, die später in einen oberen und unteren Teil aufgeteilt wurde. Im Tal wurde ebenfalls Eisenerz abgebaut. Die ehemaligen Schächte sind noch vorhanden.

## Tourismus
Durch das Tal führt ein Wanderweg von Zakopane. 
- ▬ Ein grün markierter Wanderweg vom Zakopaner Stadtteil Kuźnice auf die Myślenickie Turnie und weiter auf den Kasprowy Wierch.

## Panorama

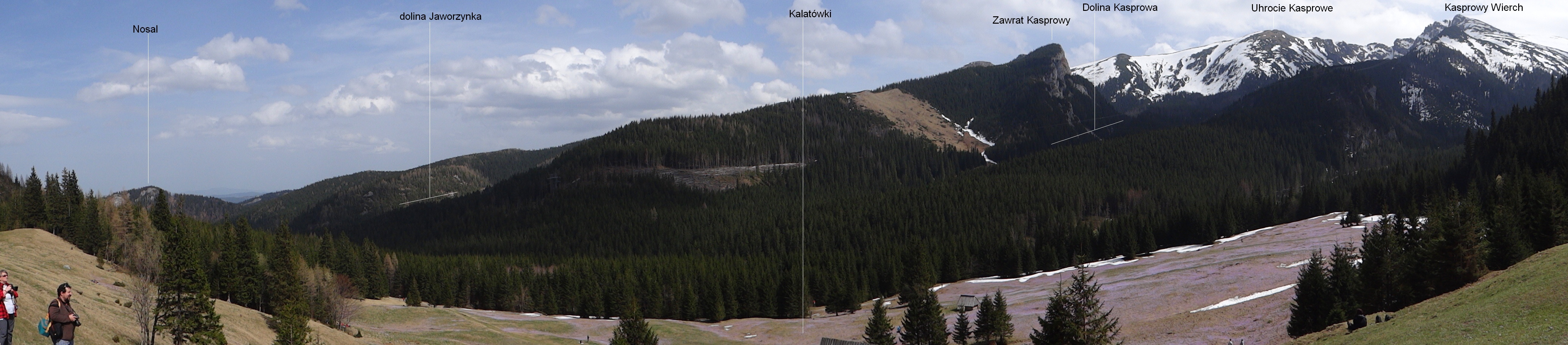
Panorama des Tals von der Alm Kalatówki